# Апострофа
Апостро́фа (от др.-греч. ἀποστροφή «апострофа», букв. «поворот»), иначе метобаз или метабазис (от μετάβᾰσις «переход») — восклицательная риторическая фигура речи, когда говорящий или писатель прекращает повествование и обращается к отсутствующему лицу как к присутствующему, либо к воображаемому лицу как к реальному, либо к абстрактному понятию, предмету или качеству. В драматических и поэтических художественных произведениях апострофа — риторический приём, обращение (часто неожиданное) к одному из слушателей или читателей, к воображаемому лицу или неодушевлённому предмету. Апострофа в русском языке часто вводится восклицанием «О».

## Примеры
Стихи мои! Свидетели живые

	За мир пролитых слёз!

Родитесь вы в минуты роковые

	Душевных гроз

И бьётесь о сердца людские,

	Как волны об утёс.— Н. А. Некрасов
Унылая пора! очей очарованье!

Приятна мне твоя прощальная краса —

Люблю я пышное природы увяданье,

В багрец и в золото одетые леса,

В их сенях ветра шум и свежее дыханье,

И мглой волнистою покрыты небеса,

И редкий солнца луч, и первые морозы,

И отдалённые седой зимы угрозы.— А. С. Пушкин, Осень
Ох, лето красное! любил бы я тебя,

Когда б не зной, да пыль, да комары, да мухи.

Ты, все душевные способности губя,

Нас мучишь; как поля, мы страждем от засухи;

Лишь как бы напоить, да освежить себя —

Иной в нас мысли нет, и жаль зимы старухи,

И, проводив её блинами и вином,

Поминки ей творим мороженым и льдом.— А. С. Пушкин, Осень
Недаром ты металась и кипела,

Развитием спеша, —

Свой подвиг ты свершила прежде тела,

Безумная душа!— Е. А. Баратынский